# 日野町営バス (滋賀県)
日野町営バス（ひのちょうえいバス）は、滋賀県蒲生郡日野町で運行しているコミュニティバス。近江鉄道バスが受託している。

## 概要
かつて日野町内では民間バス会社が複数のバス路線を運行していたが、利用者の減少により日八線（近江八幡駅 - 日野駅 - 北畑口）を除いて全路線が廃止された。それを受けて、1990年（平成2年）9月から、廃止されたバス路線をカバーするように町営バスが運行されるようになった。料金は区間制で、回数券や定期券も販売されている。日野町内に住む満70歳以上の高齢者や障害者は、福祉乗車証を提示することで無料で利用できる。2023年（令和5年）1月21日にダイヤ改正が行われた。

## 路線
全路線とも、日曜・祝日およびお盆・年末年始（8月14日から16日、12月31日から翌年1月3日）は運休するが、12月29日と30日が平日の場合は土曜ダイヤで運行する。中山線と南比線は土曜日も運休。

### 桜川線
- 日野記念病院前 - 日野町役場前 - 鳥居平 - 中之郷 - 蓮花寺 - （野出 - ）桜川駅
- 原 - 中之郷 - 蓮花寺 - （野出 - ）桜川駅

### 鎌掛線
- 日野駅 → 日野記念病院前 → 日野町役場前 → 大窪西　→ 大窪 → さつき台 → 鎌掛
- 日野駅 ← 日野記念病院前 ← 日野町役場前 ← 日野小北 ← 大窪 ← さつき台 ← 鎌掛

### 中山線
- 日野駅 - 豊田 - 中山

### 南比線
- 日野駅 → 曙団地 → 深山口 → 上駒月 → 下迫 → 深山口 → 曙団地 → 日野駅

### 平子・西明寺線
- 日野記念病院前 → 日野町役場前 → 大日町 → 北畑口 → 蔵王 → 平子中 → 熊野神社 → グリム冒険の森 → 蔵王 → 北畑口 → 西明寺 → 北畑口 → 大日町 → 日野町役場前 → 日野記念病院前

### 湖南サンライズ線
- 日野駅 - 湖南サンライズ北（ ← 大窪西） - 日野町役場前 - 日野記念病院前